# Río Jatun Mayu (vattendrag i Potosí, lat -20,11, long -65,67)
Río Jatun Mayu är ett vattendrag i Bolivia.   Det ligger i departementet Potosí, i den södra delen av landet, 130 km söder om huvudstaden Sucre.
Omgivningen kring Río Jatun Mayu är i huvudsak ett öppet busklandskap. Området är mycket glesbefolkat, med 3 invånare per kvadratkilometer.